# Энгельгардт, Иоганн Георг
Иоганн Георг Энгельгардт (нем. Johann Georg Veit Engelhardt; 1791—1855) — немецкий протестантский богослов и историк церкви, профессор.

## Биография
Родился 12 ноября 1791 года в Нойштадт-ан-дер-Айше.
Изучал богословие в Эрлангенском университете, где в 1821 году стал профессором богословия. 

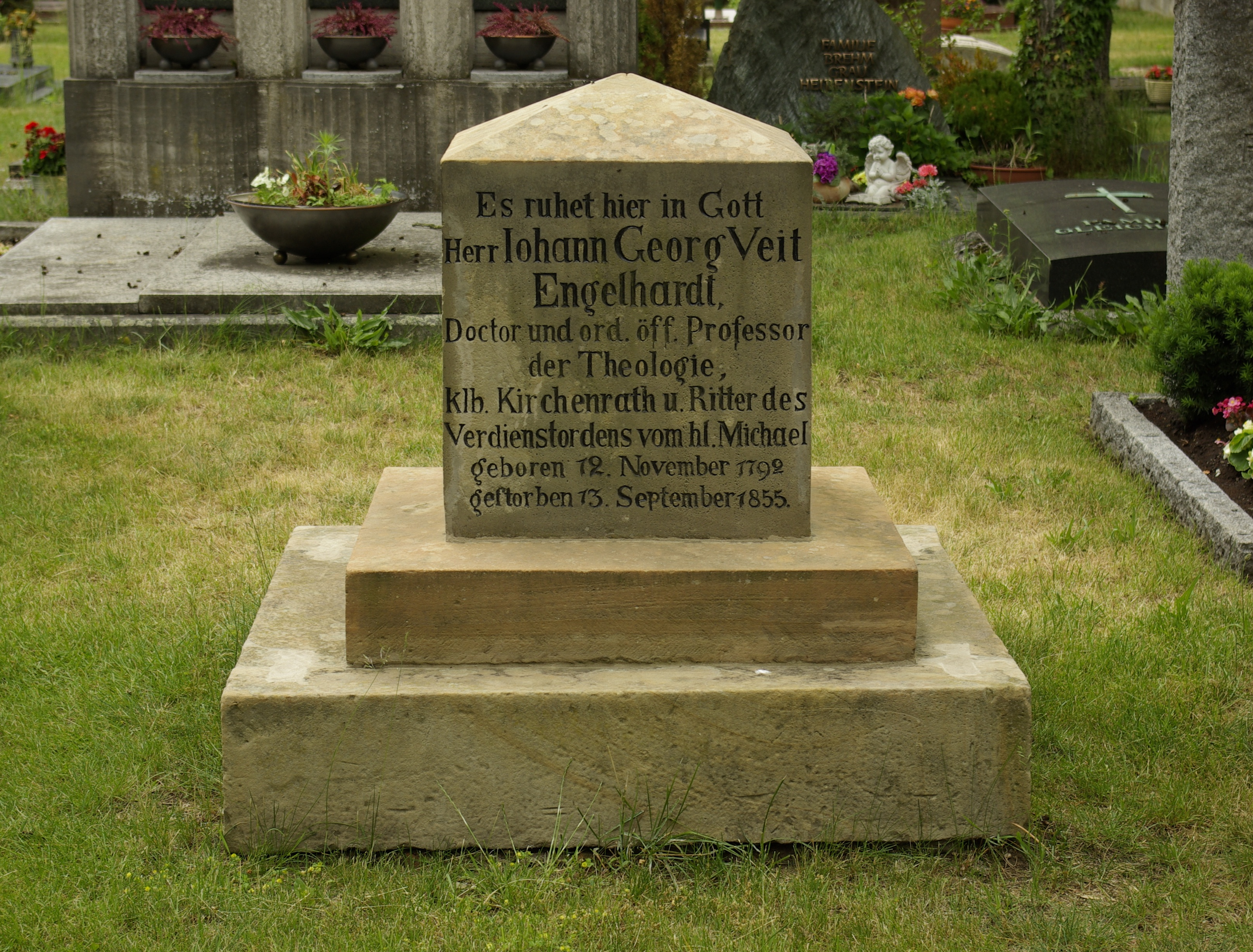
Могила Энгельгардта

В 1843 году был избран почётным гражданином Эрлангена.  
Умер 13 сентября 1855 года в Эрлангене.
Напечатал: «De Dionysio plotinizante» (Эрланген, 1820); «De origine scriptorum Areopagiticorum» (Эрланген, 1823); «Die angeblichen Schriften des Areopagiten Dionysius» (Эрланген, 1823); «Leitfaden zu Vorlesungen über Patristik» (Эрланген, 1823); «Kirchengeschichtliche Abhandlungen» (Эрланген, 1832); «Handbuch der Kirchengeschichte» (Эрланген, 1833—1834); «Dogmengeschichte» (Нейштадт, 1839); «Richard von St.-Victor und Johann Ruysbroek» (Эрланген, 1838); «Die Universität Erlangen 1743—1843». 